# Ижевка (Донецкая область)
Ижевка (укр. Іжевка) — село в Константиновской городской общине Краматорского района Донецкой области Украины.

## Общие сведения
Население по переписи 2001 года составляло 67 человек. Почтовый индекс — 85135. Телефонный код — 6272.

## Выдающиеся жители
27.01.1927 г. в селе родился общественный деятель, правозащитник, политзаключённый, один из основателей Хельсинкской правозащитной группы Олекса Тихий. Замучен в лагерях в 1984 году.